# Joeropsis acoloris
Joeropsis acoloris är en kräftdjursart som beskrevs av Brian Frederick Kensley 2003. Joeropsis acoloris ingår i släktet Joeropsis och familjen Joeropsididae. Inga underarter finns listade i Catalogue of Life.